# Barsauma von Nisibis
Barsauma von Nisibis, (syrisch ܒܪܨܘܡܐ, Barṣaumâ, Barsuma, Bar Sauma, auch: Bar Sula – Sohn des Schuhs; * kurz nach 400; † um 495) war Bischof von Nisibis und zählt zu den „syrischen Kirchenvätern“ der „nestorianischen“ „Kirche des Ostens“.

## Leben
Geboren am Anfang des 5. Jahrhunderts wohl in der Nähe des damals persisch-sassanidischen Nisibis, studierte Barsauma, der Syrisch, Griechisch und Persisch beherrschte, an der Theologenschule von Edessa im Römischen Reich. 435 kehrte er ins Sassanidenreich zurück und wurde zum Bischof von Nisibis geweiht. Als solcher vertrat er die „nestorianisch-diophysitische“ Lehre des Theodor von Mopsuestia (* ca. 350–† 428) und damit die Lehrmeinung des antiochienischen Patriarchats über die zwei Naturen Christi, die auf den Konzilien von Ephesos (431) und Chalkedon (451) zurückgewiesen bzw. relativiert wurde. Bei dem zunehmenden Gegensatz zwischen der griechisch-orthodoxen Kirche im Oströmischen Reich und der antichalkedonischen ostsyrischen Kirche im sassanidischen Perserreich verwundern die guten Beziehungen des Barsauma zum persischen Großkönig Peroz (457–484) nicht. Hingegen geriet der Bischof in Gegensatz zum Oberhaupt der „nestorianischen“ Kirche, zum Katholikos Babowai; Konfliktpunkte waren das autoritäre Gebaren des Katholikos und dessen fehlende Loyalität gegenüber dem persischen Herrscher. Das Konzil von Bet Lapat (bzw. Gundeschapur), einberufen wohl 484, soll jedenfalls unter Barsaumas Leitung gestanden und dessen Kirchenpolitik gestärkt haben. Die Synode bewirkte im Endeffekt die endgültige Trennung der persischen Kirche von der des Römischen Reiches, was letztlich zu einer Verbesserung der Stellung der Christen im Sassanidenreich führte.
Um diese Zeit hatte Barsauma, über 80-jährig, die ehemalige Nonne Mamai geheiratet.
Über Barsaumas Tod hinaus wirkte seine Gründung einer Theologenschule in Nisibis, die der Bischof reichlich mit finanziellen Mitteln ausstattete und die bis zu 800 Studierende aufnehmen konnte. Leiter der Akademie wurde der berühmte Kirchenlehrer Narsai von Nisibis (* nach 410-† 503), der zwischen 471 und 489 aus Edessa fliehen musste und willkommene Aufnahme in Nisibis fand.